# Cucina alsaziana
La cucina alsaziana è tipica dell'Alsazia, regione francese situata tra la riva sinistra del Reno e la catena dei Vosgi. 
Si tratta di una cucina impregnata a fondo dalle tradizioni gastronomiche tedesche: è ricca di specificità locali, con ingrediente dominante il maiale, sebbene questo sia poco allevato nei dipartimenti del Basso Reno e dell'Alto Reno. 

Benché le ricette alsaziane non siano facilmente adattabili al gusto della cucina contemporanea, tendente al leggero, molti grandi cuochi stellati Michelin si sono fatti ispirare dai suoi piatti. 

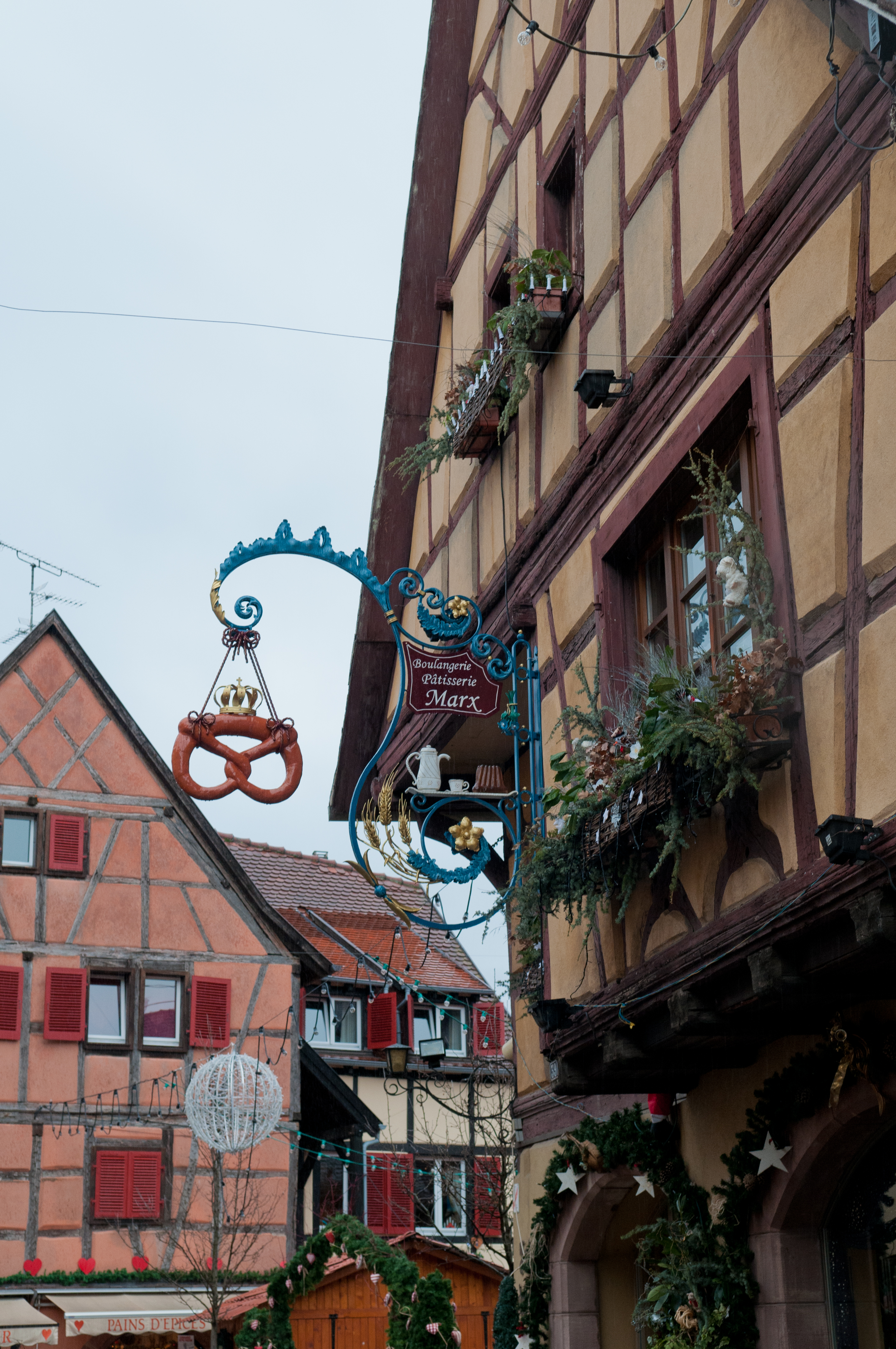
Un tipico villaggio alsaziano (Eguisheim - Alto Reno)

L'Alsazia, così presente nelle guide gastronomiche, è fiera delle sue Winstub (osterie), dei vasti bistrots che servono la flammekueche (una specie di pizza), dei suoi ristoranti dalle decorazioni pittoresche, delle eleganti cantine che, pur resistendo male al forte afflusso turistico, conservano il loro tipico fascino.

## Origini
Nata innanzitutto come cucina popolare e contadina, con risorse povere e con ingredienti semplici, nel corso dei secoli ha dato vita a piatti poi diventati raffinati e talvolta lussuosi. Questi piatti hanno in alcuni casi subito l'influenza delle regioni limitrofe, facendo da anello di congiunzione fra tradizioni culinarie francesi e tedesche. 
Nei secoli passati questa cucina utilizzava ingredienti soprattutto "rustici", provenienti da frutteti, orti, allevamento del maiale, caccia e pesca nei fiumi e laghi locali. Le ricette si trasmettevano da madre in figlia. 

## La cucina alsaziana
Sebbene la cucina quotidiana si sia semplificata, l'Alsazia rivendica fortemente i suoi prodotti e piatti tradizionali, spesso usati da molti secoli. La loro origine è legata alla cultura tedesca della regione, e la nomenclatura è generalmente dialettale, con i termini talvolta adattati in francese.

### Piatti tradizionali

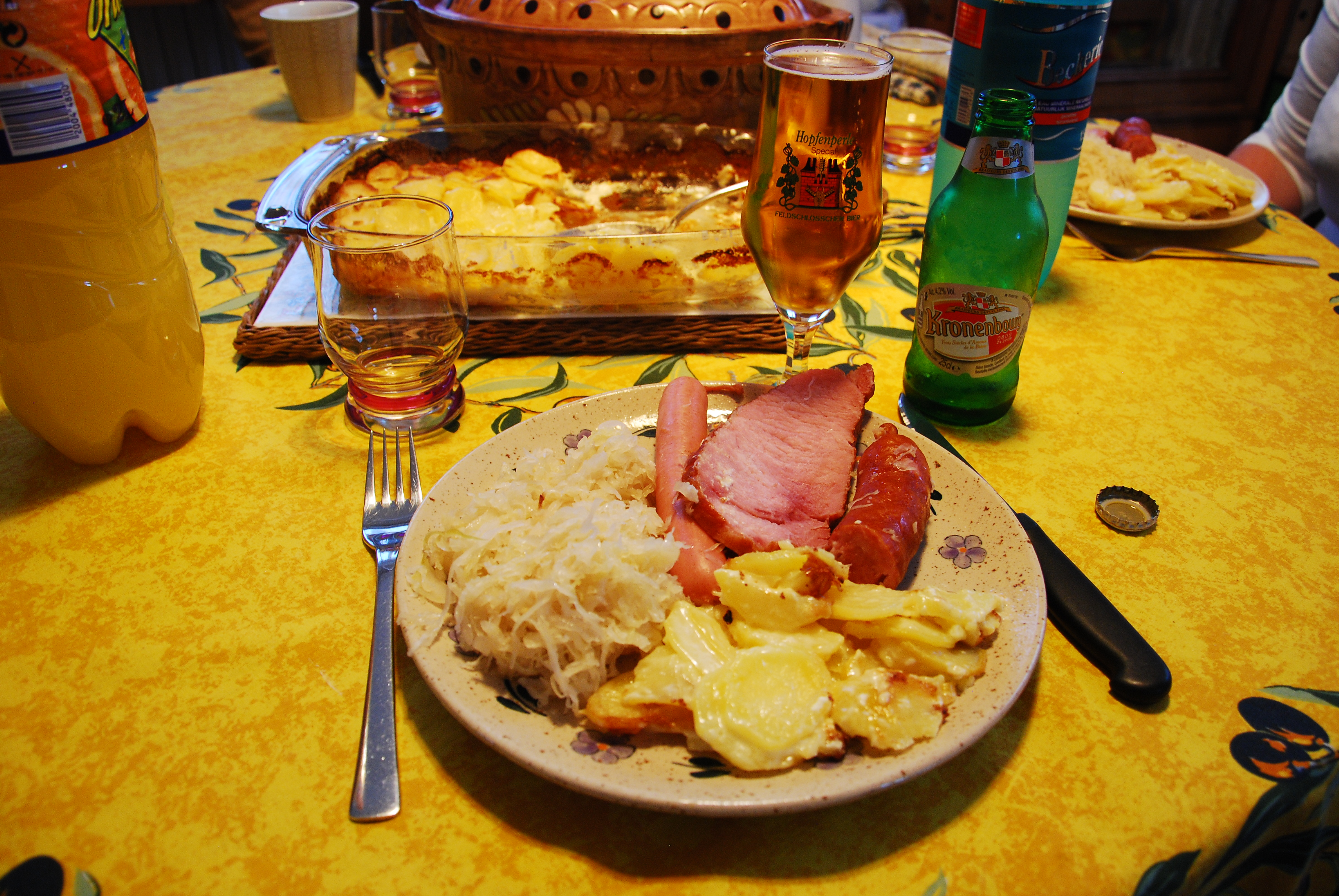
La choucroute o sürkrüt, piatto regionale alsaziano

- Foie gras (o Gaenselewwer): il paté di fegato d'oca è nato in Alsazia, e passa per la più raffinata specialità regionale. Sembra che sia La choucroute o sürkrüt, piatto regionale alsaziano stato ideato dal cuoco strasburghese Jean-Pierre Clause alla fine del XVIII secolo[senza fonte]. Si usa sempre di più anche quello di anatra. Il "foie gras" é per la verità un piatto inventato nella Roma antica ove le oche venivano nutrite ed ingrassate con fichi provenienti dall'Africa ed, in particolare, dall'Egitto.
- Choucroute garnie (sürkrüt, ted. sauerkraut): è il principale piatto regionale, si tratta di crauti fermentati accompagnati con patate e ad almeno cinque diverse salsicce e carni di maiale affumicate.
- Baeckeoffe (pot-au-feu): zuppa di patate, carote ed altre verdure, con carne di maiale, manzo e agnello, messa a marinare nel vino bianco con aggiunta di spezie e cipolle. La baeckeoffe viene lungamente cotta in una pentola di coccio sigillata da pasta di pane. Il nome significa forno da pane, perché andrebbe cotta in quel modo. È piatto festivo.
- Flammekueche o Tarte flambée (ted. flammkuchen): è un altro piatto regionale molto diffuso: si tratta di una specie di pizza ricoperta di panna acida, cipolle marinate nel vino bianco, formaggio Bibeleskäs e dadini di pancetta. Si serve su un tagliere di legno e si divide fra i convitati mangiandola con le mani.

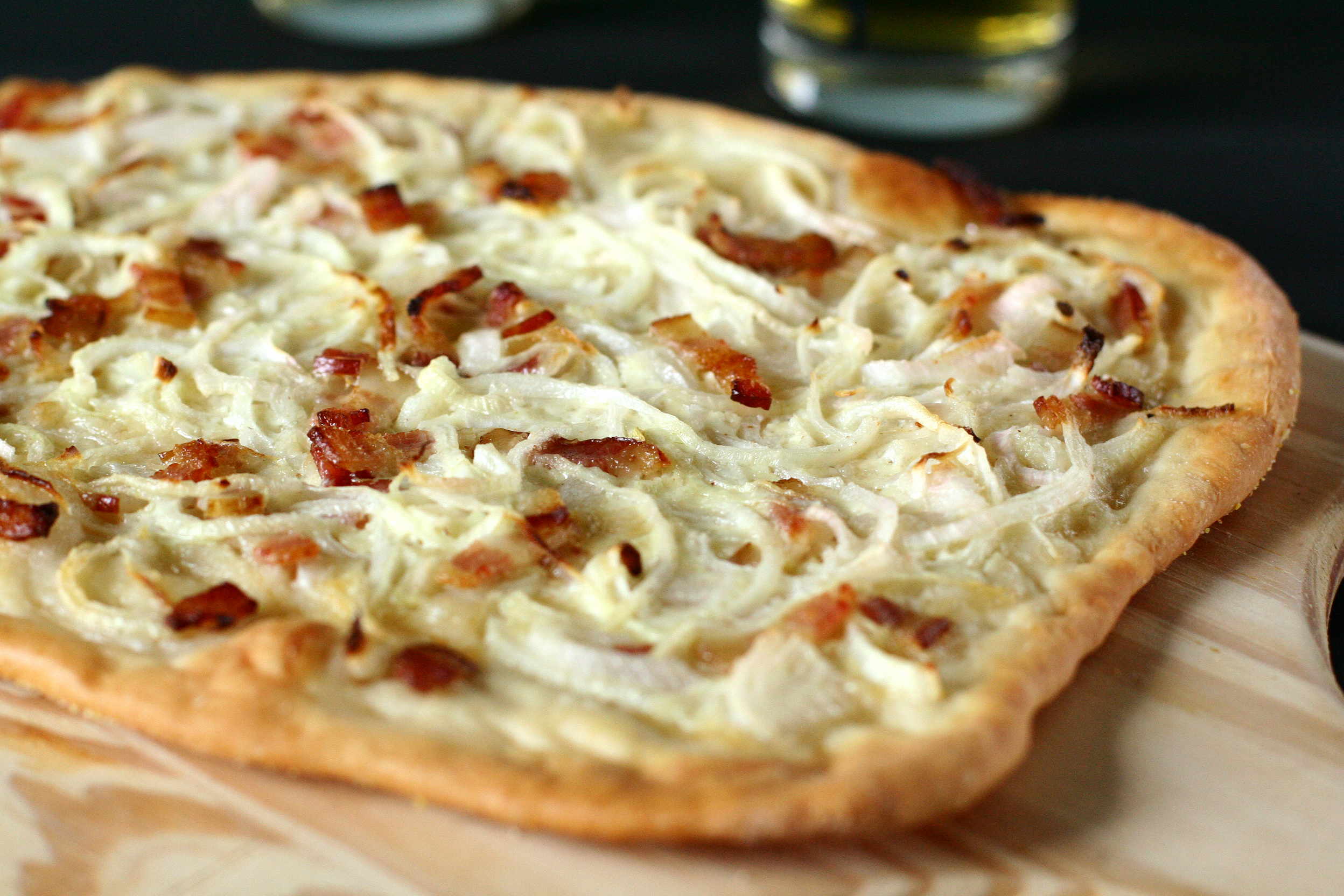
La tipica Flammekueche o tarte flambée alsaziana

- Schiffele (spalla di maiale affumicata, in tedesco standard Schäufele): è un piatto diffuso in tutta la Germania meridionale, arrosto o grigliata.
- Coq au riesling: gallo cotto nel vino bianco alsaziano.
- Sundgau (carpa fritta): specialità dell'omonimo distretto del Giura alsaziano, si serve con patate fritte.

### Dessert tradizionali
- Kouglof (ted. Kugelhopf/Guglhupf, fr.kougelhopf, con numerose varianti ortografiche): specie di torta a ciambella di pasta lievitata cotta in una forma caratteristica, è un dessert comune in

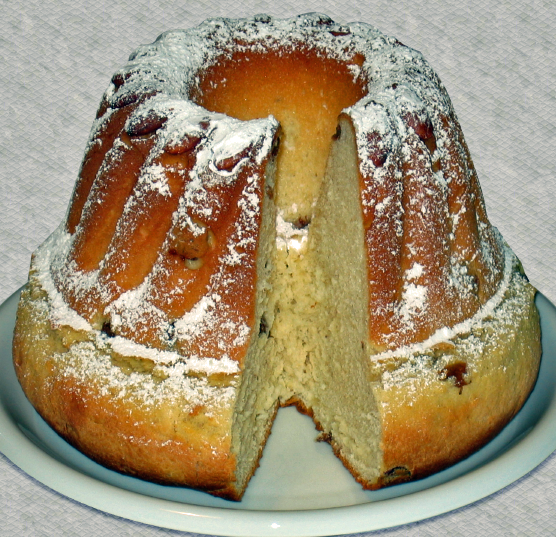
il caratteristico Kouglof alsaziano

Alsazia, ma si serve anche per colazione, e salato all'aperitivo: esiste in molti formati.
- Le torte di frutta, dalla ciliegia alla prugna ai frutti di bosco sono comuni, così come la torta di ricotta (Kaeskueche).
- In tempo natalizio si preparano biscotti e tortine (braedalas) così come il pan di zenzero.

## I vini
L'Alsazia è una regione ricca di vigneti, coltivati fin dal tempo di Giulio Cesare. Si producono quasi esclusivamente vini bianchi, ai piedi dei Vosgi, al riparo dai venti freddi. Gewurztraminer, Pinot grigio, Riesling sono i più rinomati, ma si produce anche Pinot bianco, Sylvaner, Muscat, e un po' di Pinot noir. A differenza di quasi tutte le regioni vinicole francesi, i vini alsaziani sono monovitigno, indicato in etichetta, con l'eccezione dell'Edelzwicker e del Gentil, che sono assemblaggi.
I vini alsaziani sono conosciuti e apprezzati in tutto il mondo. Si accompagnano bene a piatti come la choucroute, la baeckeoffe o i piatti di pesce; i più dolci Gewurztraminer e Pinot Gris, specialmente se di vendemmia tardiva si sposano con il foie gras.

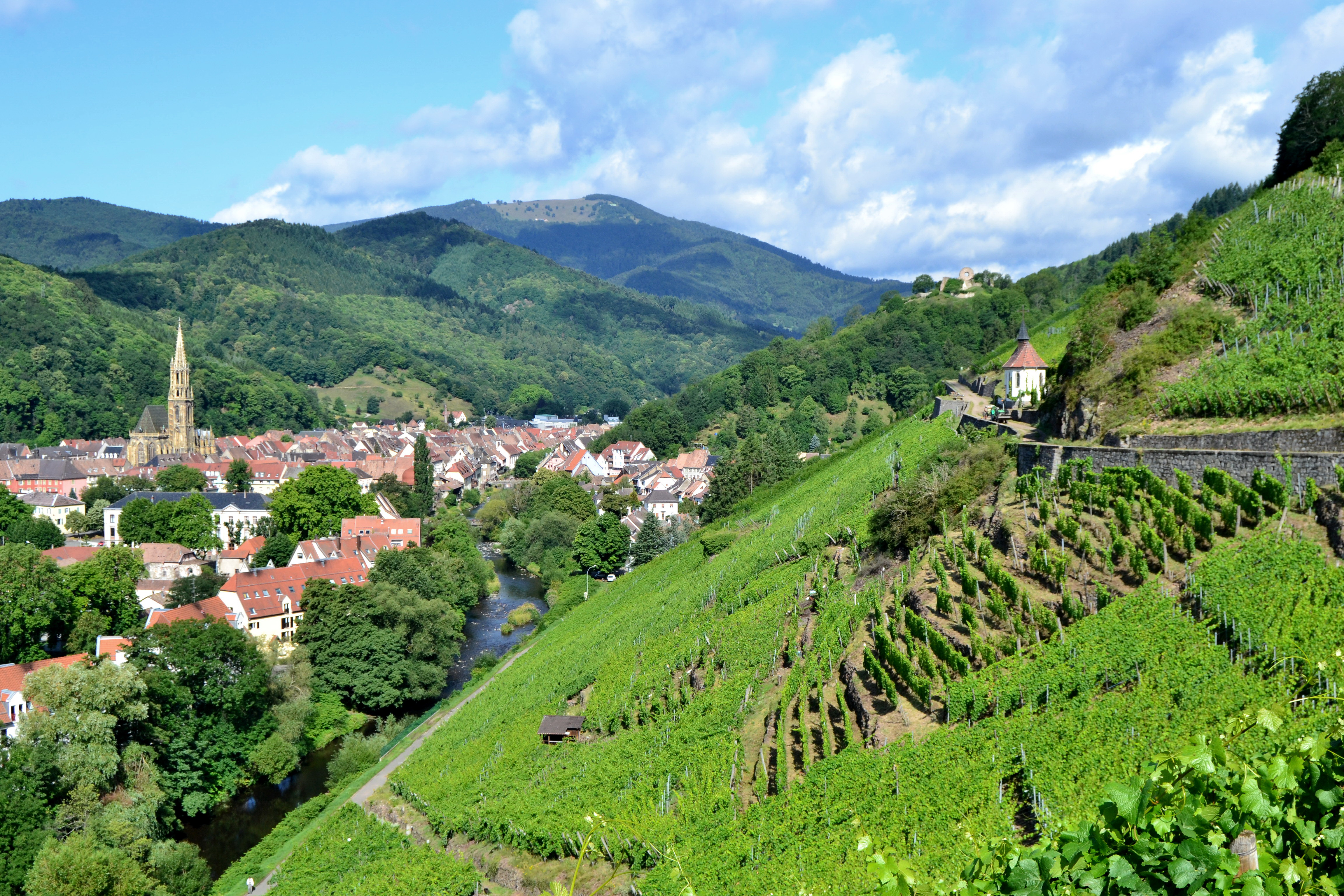
Il vigneto grand cru Rangen sopra Thann (Alto Reno)

### Grand Cru d'Alsace
I vigneti migliori sono classificati grand cru d'Alsace, e prendono il nome della vigna o del luogo: se ne contano 51, pressoché uno in ogni Comune viticolo alsaziano, ma contano solo per il 4% della produzione totale.

### Vini speciali
Caratteristica è la produzione di vini a vendemmia tardiva (fr. vendange tardive, ted. spätlese), più zuccherini ed alcolici, e di vini selezionati da acini nobili (fr. selection de grains nobles, ted. beerenauslese) colpiti dalla Botrytis cinerea, quasi liquorosi: entrambi i tipi hanno un elevato tenore alcolico naturale. Alcuni produttori ottengono la QGN (quintessence de grains nobles), rara espressione di vino da dessert.

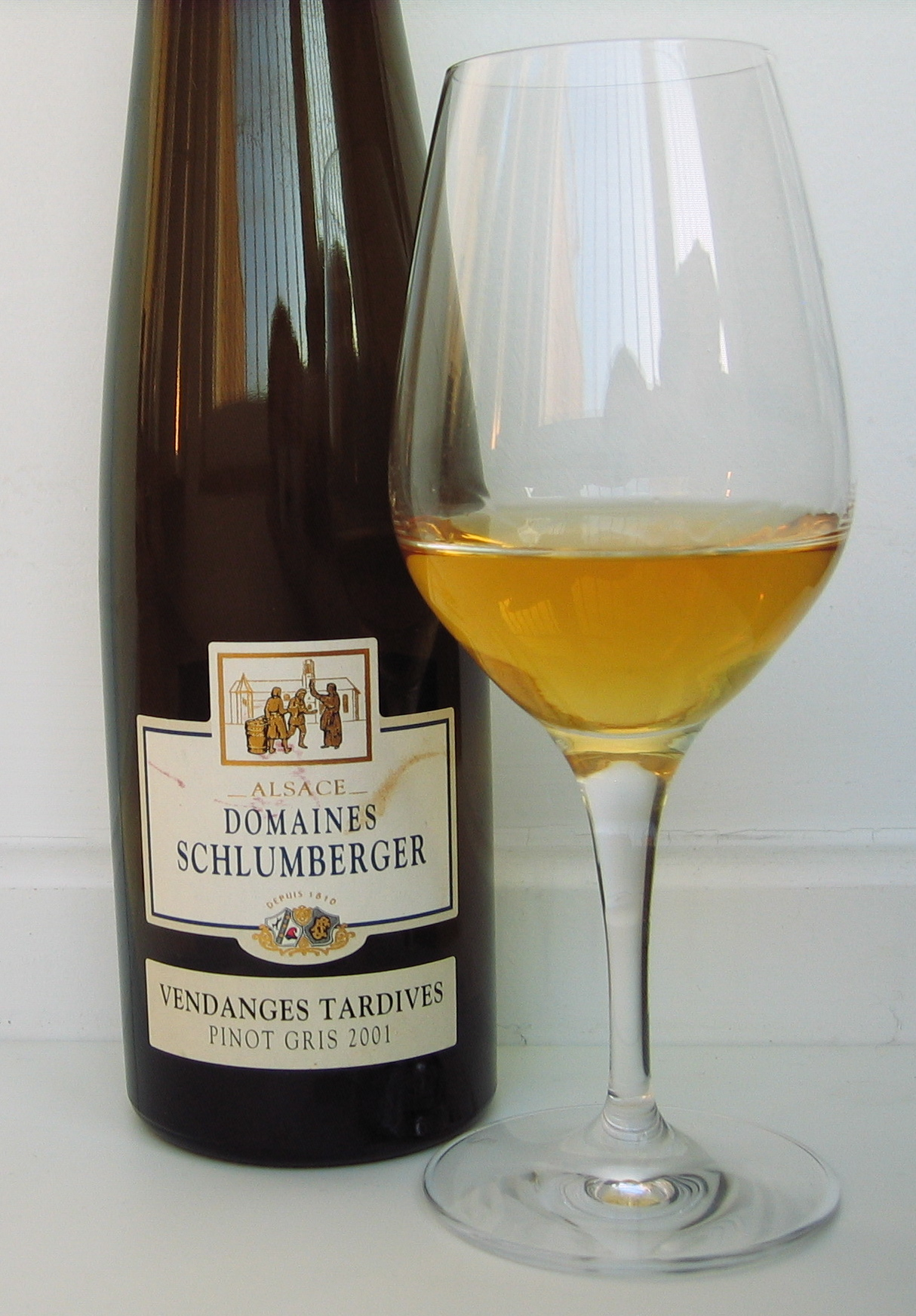
Pinot Gris vendemmia tardiva alsaziano

### Vino rosso
Il vino rosso ha un ruolo marginale nella viticoltura locale, con piccole produzioni di Pinot Noir. 

### Cremant d'Alsace
Dall'inizio del XX secolo si produce anche lo spumante, Crémant d'Alsace: dal 1976 ha assunto maggiore importanza.

## La birra
L'Alsazia è la prima regione produttrice di birra in Francia: tra i marchi più conosciuti vi sono Kronenbourg, Fischer, Meteor, ma anche alcune piccole birrerie tradizionali. 
La coltura del luppolo è meccanizzata e molto diffusa, specialmente nella pianura alsaziana. Dalla fine del XX secolo sono nati numerosi microbirrifici, dalla produzione consumata localmente. Nel dipartimento dell'Alto Reno, regione eminentemente viticola, non ci sono invece birrerie di una qualche importanza.

## I distillati
L'Alsazia è tradizionalmente una regione produttrice di acquaviti di frutta (schnaps), benché il loro consumo sia in declino. In tutta la regione esistono numerose distillerie di qualità, che distillano svariatissimi frutti, tra cui le prugne, le pere, le cotogne e le ciliegie (kirsch): quest'ultimo distillato, sempre più raro, è in concorrenza con quello prodotto nella Foresta Nera.
Si usa anche distillare piccoli frutti, bacche, radici, più per folclore e per i turisti, che per vera industria. 
Il Marc d'Alsace, una grappa ricavata dal gewurztraminer è di uso comune: dal 2009 gode della Appellation d'origine contrôlée.

## Melfor e raifort
Il melfor è un particolare testimone della particolare gastronomia regionale: si tratta di un aceto d'alcool, aromatizzato con miele ed erbe, usato per condire le insalate. Un altro prodotto tipico, il raifort (Raifalsa), radice di rafano o cren, si usa grattugiato e bollito come salsa per carni lesse. Esiste anche una senape tipica, dal gusto molto dolce (Alelor).

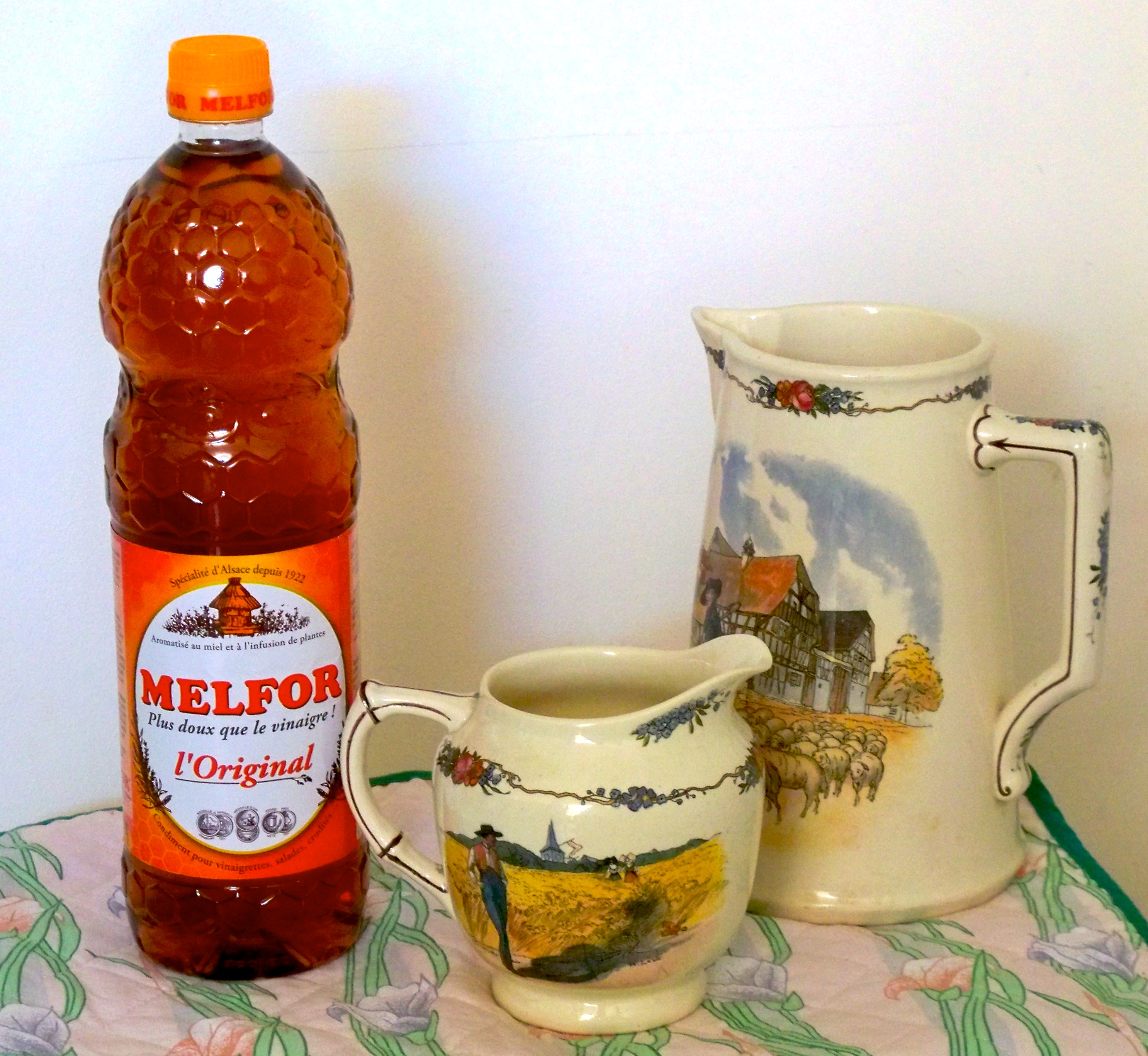
Il Melfor di Mulhouse